# 俞林 (于阗)
俞林（?—?），1世纪（中国东汉初年）西域于阗国王。
在两汉之际，西域最强大的国家是莎车国（今新疆莎车县）。汉光武帝建武末，莎车王贤强盛，攻打吞并于阗（今新疆和田地区），将俞林迁移到骊归为骊归王。汉明帝永平年间，于阗将军休莫霸反莎车，自立为于窴王。